# 斯特瑞豪斯 (亞利桑那州)
斯特瑞豪斯（英語：Strayhorse）是位於美國亞利桑那州格林利縣的一個非建制地區。該地的面積和人口皆未知。

## 地理
斯特瑞豪斯的座標為33°33′02″N 109°19′05″W / 33.55056°N 109.31806°W，而該地的平均海拔高度為2372米（即7782英尺）。